# Sarah Chalke
Sarah Chalke (* 27. srpna 1976) je kanadská herečka. Narodila se v Ottawě jako prostřední ze tří dcer Douglase a Angely Chalkeových. Jelikož její matka pocházela z Německa, Sarah Chalke ovládá kromě rodné angličtiny také němčinu. Herectví se věnovala již od dětství, zpočátku hrála v muzikálech. Počínaje rokem 2001 hrála jednu z hlavních postav seriálu Scrubs: Doktůrci. Později hrála například postavu jménem Stella Zinman v seriálu Jak jsem poznal vaši matku. Kromě seriálů hrála také v několika filmech.